# Marcellusstormfloden 1362

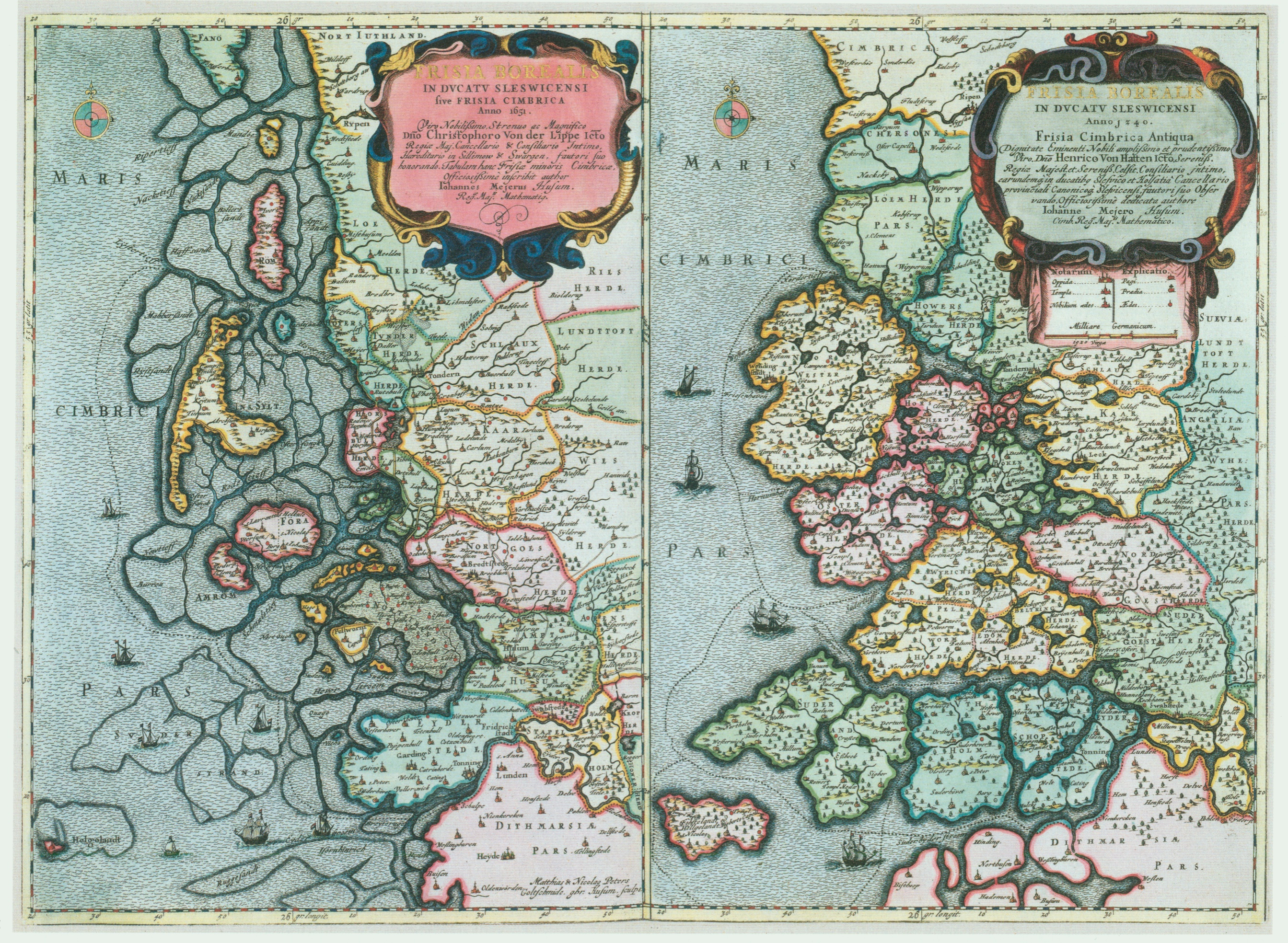
Karta över området före 1362 (till höger) och efter 1634 (till vänster) enligt Johannes Mejer 1952.

Marcellusstormfloden 1362 (tyska: Zweite Marcellusflut ) eller Stora massdrunkningen (plattyska: Grote Mandränke ) var en stormflod som drabbade Nordsjökusten den 15-16 januari 1362 (Helige Marcellus dag). Längs Nordsjökusten dog mellan 25 000 och 40 000 personer, kanske upp emot 100 000 personer, när en enorm stormflod svepte in från Nordsjön över kusten i Nederländerna, Tyskland och Danmark och förstörde flera städer och landsbygdsområden.
I Nordfriesland i norra Tyskland förstördes bland annat den kända handelsstaden Rungholt och sju andra samhällen liksom andra delar av Nordfriesland. Längs den nordtyska kusten bildades de första öarna av halligtyp samt ön Strand. Kustbygderna blev så hårt drabbade att nya skyddsvallar inte kunde byggas upp, varför de påföljande årens stormfloder också fick svåra följder. Husum kom att ligga vid kusten och blev snart en viktig handelsstad. 
I nordtyska Ostfriesland ledde stormfloden till att havsvikarna Leybucht och Harlebucht blev större. Även runt havsviken Jadebusen skedde stora förändringar, bland annat blev Butjadingen en ö. Vid Emden förstördes skyddsvallarna och Dollart översvämmades. Den ostfrisiska ön Juist skiljdes från Borkum. 
I Nederländerna påverkades framför allt områdena kring Zuiderzee. Längs hela den nederländska kusten bröt havet genom skyddsvallar och stora delar av landet låg under vatten.